# Crabe bleu
Callinectes sapidus
Espèce
Le crabe bleu (Callinectes sapidus) est une espèce de crustacés décapodes, de la famille des Portunidae.

## Répartition

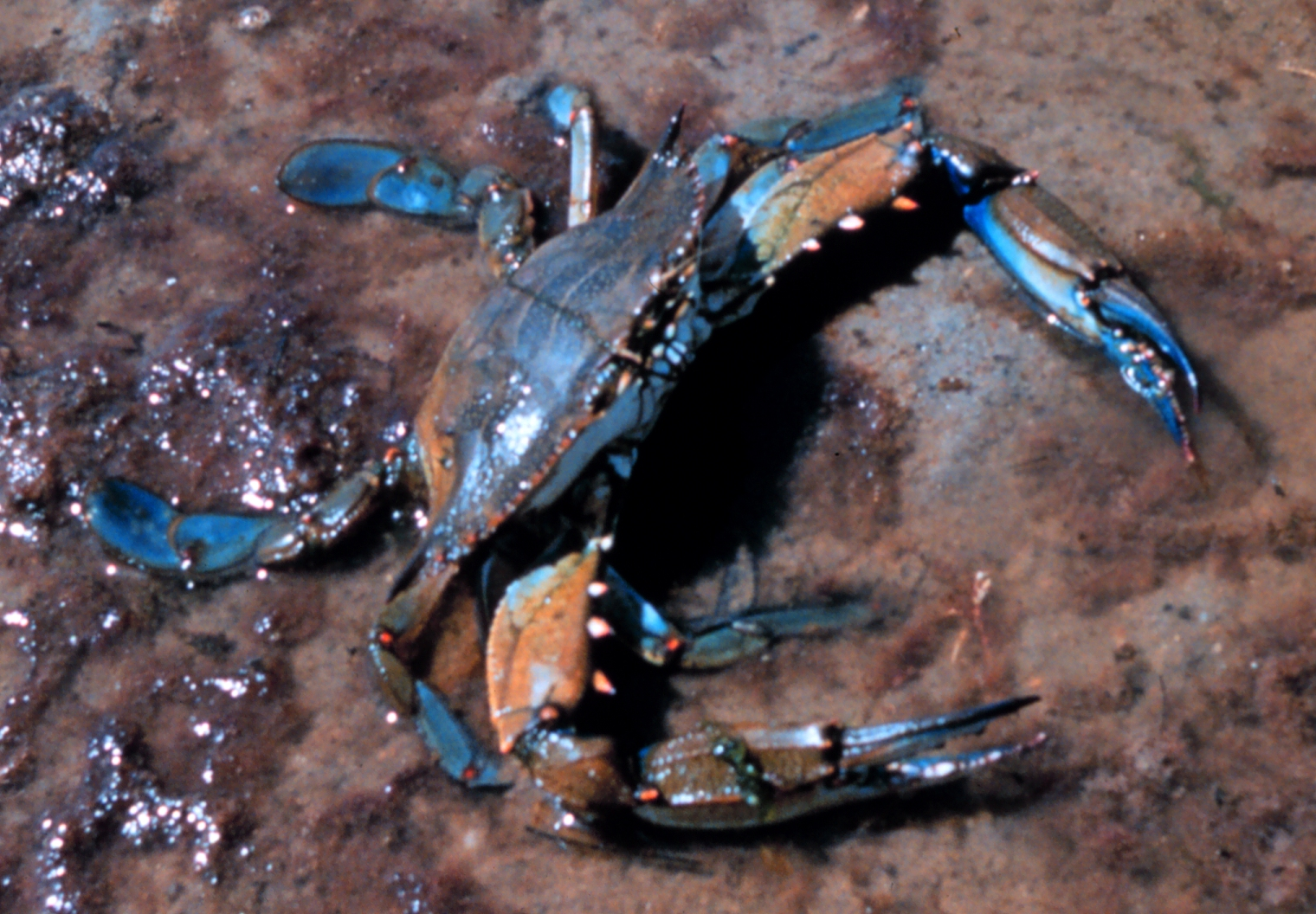
Crabe bleu mâle.

Cette espèce peuple l'ouest de l'océan Atlantique. Elle a été introduite dans l'est de l'Atlantique, dans le nord et l'est de la Méditerranée et au Japon.
En Méditerranée occidentale, il est signalé à partir de 1949 sur la lagune de Venise. Concernant les lagunes méditerranéennes françaises, il a été observé en 1962 dans l’étang de Berre et en 2014, puis pour la toute première fois en Corse dans la lagune de Biguglia,. Cependant, après avoir échangé avec les pêcheurs des étangs d’Urbinu et de Palu, cette espèce avait déjà été observée avant cette date. Il a de plus été observé en 2017 sur les côtes de l'Aude et des Pyrénées-Orientales en France et dans le delta de l'Èbre en Espagne, où l'espèce est considérée envahissante,. Plus récemment, le crabe bleu a colonisé plusieurs zones des côtes italiennes, en particulier le delta du Pô, où la situation est particulièrement grave.

## Caractéristiques
Ce crabe peut être confondu avec d'autres espèces de Callinectes comme C. bocourti, C. maracaiboensis, C. rathbunae, C. ornatus et  C. danae.
Ce crabe mesure 20 cm en largeur et 9 cm de long (les femelles sont un peu plus petites). Il s'agit d'une espèce nageuse. Les doigts des pinces sont bleus chez le mâle, rouges chez la femelle. Ce crabe de l'Atlantique peut atteindre une masse de 500 grammes.

## Ressource alimentaire
Le crabe bleu fait l'objet d'une pêche artisanale sur la côte africaine atlantique, en particulier à la hauteur des pays de la zone équatoriale : Côte d'Ivoire, Ghana, Gabon, Cameroun. Il y prolifère facilement et il est une bonne ressource en protéines. Cette espèce se trouve désormais en Méditerranée notamment sur les côtes Adriatique de l'Albanie, ainsi que dans le golfe de Gabès en Tunisie où sa pêche en est à ses prémices.
Le crabe bleu est parfois consommé comme crabe en mue.
Volume de sa pêche : environ 106 000 tonnes par an. Aquaculture : elle est apparue depuis une dizaine d'années et produit 500 tonnes par an[réf. nécessaire].

## Dans la culture
Ce crabe figure sur un timbre de Cuba de 1969.